# Élections générales angolaises de 2022
Les élections générales angolaises de 2022 se déroulent le 24 août 2022 afin d'élire les membres de l'Assemblée nationale ainsi que le président de la République d'Angola.
Le président de la République sortant, João Lourenço, se présente à sa réélection, la constitution lui autorisant un deuxième et dernier mandat. Son parti, le Mouvement populaire de libération de l'Angola (MPLA), arrive en tête des suffrages, permettant ainsi à João Lourenço d'être réélu. Le scrutin se révèle néanmoins très serré pour le MPLA, qui essuie un nouveau recul et frôle la perte de sa majorité absolue.

## Contexte
Le Mouvement populaire de libération de l'Angola (MPLA), au pouvoir depuis 1975, remporte les élections d'août 2017 avec un peu plus de 61 % des voix et 150 sièges sur 223, bien qu'en recul de 25 sièges par rapport à 2012. Ce recul s'effectue notamment au profit de l'Union nationale pour l'indépendance totale de l'Angola (UNITA) et de la Convergence large pour le salut de l'Angola (CASA–CE). En tant que tête de liste du parti arrivé en tête, João Lourenço devient président de la République, succédant ainsi à José Eduardo dos Santos, au pouvoir depuis 37 ans. Lourenço prête serment le 26 septembre suivant,. Au cours de son mandat, il organise la récupération de vastes sommes d'argents auprès des proches de son prédécesseur accusés de les avoir détournées, provoquant de leurs part des accusations de « Chasse aux sorcières ». Eduardo dos Santos meurt en Espagne le 8 juillet 2022, quelques semaines à peine avant les élections. Les tensions entre sa famille et le gouvernement amène les premiers à refuser le rapatriement de son corps, finalement enterré dans l'intimité, privant ainsi le gouvernement de l'organisation de funérailles nationales jugées susceptibles de favoriser le président Joao Lourenço.
Le scrutin de 2022 se tient dans le contexte de la pandémie de Covid-19 qui amène notamment le gouvernement à repousser pendant trois ans l'organisation des toutes premières élections municipales, privant ainsi l'opposition d'une plateforme électorale en vue des élections générales,. Confronté à la gestion des conséquences négatives de la pandémie sur l'économie ainsi qu'a plusieurs défis majeurs dont la lutte contre la pauvreté et la mise en place d'un état de droit, le gouvernement du président Lourenco est confronté à une forte chute de sa popularité. En réponse, il mène une campagne de répression à l'égard des médias indépendants et de l'opposition, notamment via l'entremise de la cour constitutionnelle, dont la plupart des membres proviennent du MPLA. Le MPLA crée ainsi des obstacles bureaucratique qui retardent la sélection d'Adalberto Costa Júnior comme candidat à la présidence de l'UNITA, sans toutefois parvenir à l’empêcher.
Fort de sa majorité des deux tiers, le MPLA procède à une révision constitutionnelle qui interdit le dépouillement des urnes dans les bureaux de votes locaux au profit d'un dépouillement centralisé. Ce changement — qui empêche la bonne surveillance du dépouillement par les observateurs et l'opposition — vient s'ajouter à une loi électorale qui organise déjà la composition de la Commission nationale électorale (CNE) au prorata de celle de l'assemblée, permettant ainsi aux membres du parti au pouvoir d'être largement majoritaire à la CNE.

## Système électoral

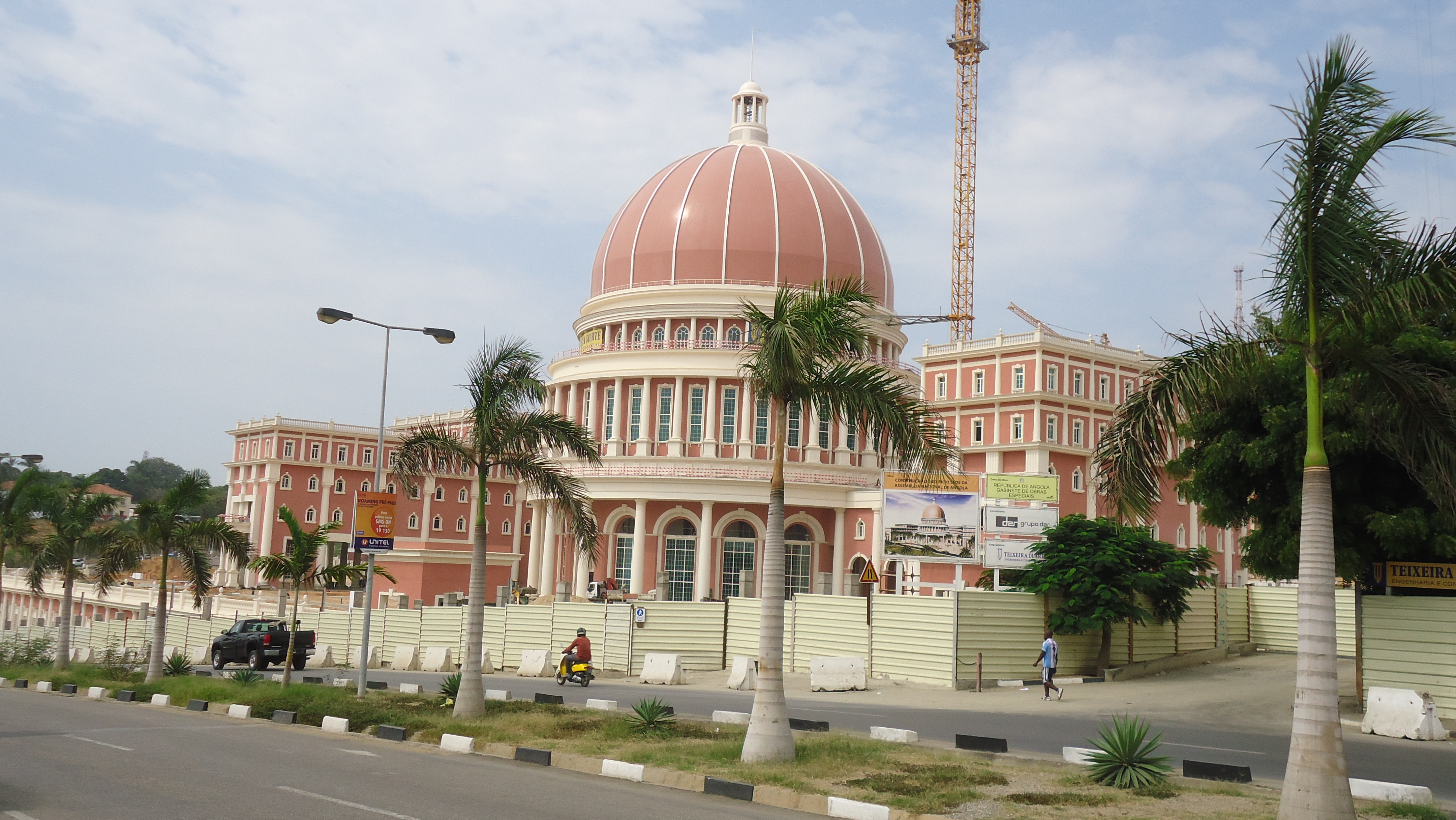
Palais de l'Assemblée nationale à Luanda.

L'Assemblée nationale (en portugais : Assembleia nacional) se compose de 223 sièges pourvus pour un mandat de cinq ans selon un mode de scrutin mixte. Sur ce total, 90 sièges sont à pourvoir au scrutin proportionnel plurinominal à la plus forte moyenne, selon la méthode D'Hondt, dans 18 circonscriptions électorales plurinominales correspondant aux dix-huit provinces angolaises à raison de 5 sièges par circonscription, auxquels se rajoutent trois sièges pour les Angolais de l'étranger. Les 130 sièges restants sont pourvus selon la même méthode, mais dans une seule circonscription nationale. Le vote n'est pas obligatoire. Dans la pratique, les scrutins ne sont pas organisés à l'étranger, et les trois sièges concernés restent vacants.
Le président de la République est également élu lors de ces élections. Le candidat figurant comme tête de liste du parti arrivé en tête est élu président de la République pour un mandat de cinq ans concomitant à celui de l'Assemblée nationale, renouvelable une seule fois.

## Sondages
Pour des raisons techniques, il est temporairement impossible d'afficher le graphique qui aurait dû être présenté ici.

## Résultats
|                          |                                                                |                               |                               |                               |                               |        |               |  |  |
| Partis                   | Partis                                                         | Candidat présidentiel         | Voix                          | %                             | +/-                           | Sièges | +/-           |  |  |
|                          | Mouvement populaire de libération de l'Angola (MPLA)           | João Lourenço                 | 3 209 429                     | 51,17                         | 9,91                          | 124    | 26            |  |  |
|                          | Union nationale pour l'indépendance totale de l'Angola (UNITA) | Adalberto Costa Júnior        | 2 756 786                     | 43,95                         | 17,27                         | 90     | 39            |  |  |
|                          | Parti du renouveau social (PRS)                                | Benedito Daniel               | 71 351                        | 1,14                          | 0,21                          | 2      | en stagnation |  |  |
|                          | Front national de libération de l'Angola (FNLA)                | Ngola Kabangu                 | 66 337                        | 1,06                          | 0,13                          | 2      | 1             |  |  |
|                          | Parti humaniste de l'Angola (PHA)                              | Florbela Malaquias            | 63 749                        | 1,02                          | Nv                            | 2      | 2             |  |  |
|                          | Convergence large pour le salut de l'Angola (CASA–CE)          | Manuel Fernandes              | 47 446                        | 0,76                          | 8,69                          | 0      | 16            |  |  |
|                          | Alliance patriotique nationale (APN)                           | Quintino Moreira              | 30 139                        | 0,48                          | 0,03                          | 0      | en stagnation |  |  |
|                          | Parti nationaliste pour la justice en Angola (P-NJANGO)        | Eduardo Chingunji             | 26 867                        | 0,42                          | Nv                            | 0      | en stagnation |  |  |
|                          | Sièges non pourvus (diaspora)                                  | Sièges non pourvus (diaspora) | Sièges non pourvus (diaspora) | Sièges non pourvus (diaspora) | Sièges non pourvus (diaspora) | 3      | en stagnation |  |  |
|                          |                                                                |                               |                               |                               |                               |        |               |  |  |
| Votes valides            | Votes valides                                                  | Votes valides                 | 6 272 104                     | 97,18                         |                               |        |               |  |  |
| Votes blancs             | Votes blancs                                                   | Votes blancs                  | 107 746                       | 1,67                          |                               |        |               |  |  |
| Votes nuls               | Votes nuls                                                     | Votes nuls                    | 74 259                        | 1,15                          |                               |        |               |  |  |
| Total                    | Total                                                          | Total                         | 6 454 109                     | 100                           | –                             | 223    | en stagnation |  |  |
| Abstentions              | Abstentions                                                    | Abstentions                   | 7 945 282                     | 55,18                         |                               |        |               |  |  |
| Inscrits / participation | Inscrits / participation                                       | Inscrits / participation      | 14 399 391                    | 44,82                         |                               |        |               |  |  |

## Analyse et conséquences

Résultats par circonscription

Le Mouvement populaire de libération de l'Angola (MPLA) remporte la majorité absolue des suffrages exprimés et des sièges. Étant arrivé en tête, son candidat à la présidence l'emporte, permettant ainsi à João Lourenço d'être réélu. Malgré cette double victoire, le scrutin est perçu comme historiquement serré pour le MPLA, qui évite de peu la perte de sa majorité absolue,,.
Arrivé deuxième, le principal parti d'opposition, l'UNITA, entreprend de contester les résultats des élections devant la cour constitutionnelle. Cette dernière rejette cependant le recours le 9 septembre, et proclame ainsi les résultats définitifs.